# Уормсер, Ричард
Ричард Эдвард Уормсер (англ. Richard Edward Wormser, псевдоним — Ed Friend; 2 февраля 1908 г., Нью-Йорк — июль 1977 года) — американский писатель криминального чтива, детективной фантастики, киносценариев и вестернов. Некоторые написаны им под псевдонимом Эд Фрэнд (Ed Friend). За период своего творчества написал около 300 рассказов, 200 историй, 12 книг, множество киносценариев и историй, адаптированных в сценарии, а также кулинарную книгу «Southwest American Cooking or Home on the Range».

## Литературное творчество
По окончании Принстонского университета, он под своим собственным именем и под псевдонимом Конрад Джерсон писал множество криминального чтива и издал 17 романов о Нике Картере для издательства Street & Smith.
Первым романом Уормсера в жанре детективной фантастики был «Человек с восковым лицом» в 1934 году. А первым его романом-вестерном был «Одинокий квартал» 1951 года.
Голливуд приобрёл несколько его историй, начиная с «It’s All in the Racket», экранизированной в 1936 году под названием «Sworn Enemy». В 1937 году Columbia Pictures подписала с ним краткосрочный контракт. Он отработал по нему, затем Коламбия снова нанимала его, а также Уормсер проработал на нескольких других студиях. Коламбия же не смогла определиться между покупкой двух его историй — «The Frame Up» или «Right Guy». Позднее студия приняла решение о «Right Guy», но снятый фильм был под названием «The Frame Up».
Во время Второй мировой войны он служил лесным рейнджером.
Уормсер является лауреатом литературной премии для американских авторов вестернов Spur Award (1964) за подростковую фантастику «Ride a Northbound Horse», в 1971 году за книгу для «The Black Mustanger» и премии Эдгара Аллана По за лучшую книгу в мягкой обложке (произведение «The Intruder», 1973 г.).
На русском языке в первый раз издан в СССР в 1966 году (повесть «Пан Сатирус»).

## Новелизации
Уормсер является автором нескольких новелизаций фильмов:
- 1961: «Thief of Baghdad»
- 1962: «The Last Days of Sodom and Gomorrah»
- 1963: «McLintock!»
- 1964: «Bedtime Story»
- 1965: «Operation Crossbow»
- 1965: «Major Dundee»
- 1966: «Alvarez Kelly»
- 1966: «Torn Curtain»
- 1968: «The Scalphunters»

и четырёх романов, основанных на телесериалах (3 из которых под псевдонимом Эд Фрэнд):
- 1967: «The Green Hornet»: «The Infernal Light», адаптация (Dell)
- 1969: «The High Chaparral»: «Coyote Gold», оригинал (Tempo)
- 1970: «The Most Deadly Game»: «The Corpse in the Castle», оригинал (Lancer)

и один под своим настоящим именем:
- 1966: «The Wild Wild West», адаптация (Signet)